# Дактилоскопия
Дактилоскопия е метод за идентификация (опознаване) на човека само по отпечатъците от пръстите, основан на уникалната рисунка на човешката кожа.
Методът е използван за първи път от британеца сър Уилям Джеймс Хершел, който в средата на XIX век е полицейски служител в Британска Индия.